# شوجی یامادا (بازیکن والیبال)
شوجی یامادا (انگلیسی: Shuji Yamada؛ زادهٔ ۲ ژوئن ۱۹۵۶) بازیکن والیبال اهل ژاپن بود.